# Ванчо
Ванчо — народ на востоке Индии.
Проживают главным образом на юго-западе округа Тирап (с 2011 года эта территория выделена в самостоятельный округ Лонгдинг) штата Аруначал-Прадеш, а также в прилегающих к нему районах штатов Нагаленд и Ассам. По данным Ethnologue численность этноса на 2007 год составляет 48 тыс. человек. Принадлежат к группе народов нага. Язык относится к тибето-бирманской семье. Уровень грамотности — около 25 %.
В отличие от большинства нага, перешедших в христианство, ванчо сохранили традиционные анимистические верования. Меньшинство является христианами (баптистами). Важную роль в культуре ванчо играют татуировки. Согласно традиции, мужчины покрывали татуировками почти всё лицо, руки и ноги. Жилище ванчо представляет собой строение из дерева и бамбука, крыша покрывается листьями.